# راؤول خيمينيز
راؤول ألونسو خيمينيز رودريغيز الشهير باسم راؤول خيمينيز (بالإسبانية: Raúl Alonso Jiménez Rodríguez) (ولد في 5 مايو 1991 في تيبيخي) هو لاعب كرة قدم مكسيكي يلعب مع نادي فولهام في الدوري الإنجليزي الممتاز منذ عام 2023، و‌منتخب المكسيك لكرة القدم في مركز الهجوم.

## روابط خارجية
- راؤول خيمينيز على موقع الاتحاد الدولي (مؤرشف)  (الإنجليزية)
- راؤول خيمينيز على موقع الاتحاد الأوربي (الإنجليزية)
- راؤول خيمينيز على موقع إي إس بي إن إف سي (الإنجليزية)
- راؤول خيمينيز على موقع قاعدة بيانات كرة القدم.إي يو (الإنجليزية)
- راؤول خيمينيز على موقع ليكيب (الفرنسية)
- راؤول خيمينيز على موقع ناشيونال فوتبول تيمز (الإنجليزية)
- راؤول خيمينيز على موقع Soccerbase.com (لاعب) (الإنجليزية)
- راؤول خيمينيز على موقع Soccerway.com (الإنجليزية)
- راؤول خيمينيز على موقع عالم كرة القدم.نت (الإنجليزية)
- راؤول خيمينيز على موقع اللجنة الأولمبية الدولية (الإنجليزية)